# Rukhshana Media
Rukhshana Media là một tổ chức truyền thông của phụ nữ Afghanistan được thành lập vào tháng 11 năm 2020 để tưởng nhớ Rukhshana,  một phụ nữ trẻ bị ném đá đến chết vào năm 2015 ở tỉnh Ghor vì đã bỏ trốn cùng người tình sau một cuộc hôn nhân ép buộc.

## Tên gọi
Rukhshana Media được thành lập vào tháng 11 năm 2020 bởi Zahra Joya để xuất bản những câu chuyện về phụ nữ Afghanistan. Cái tên "Rukhshana" dùng để chỉ một phụ nữ tại tỉnh Ghor tên là Rukhshana, người bị buộc tội ngoại tình và bị ném đá đến chết vào năm 2015. Một đoạn video về việc vụ việc đã được lan truyền rộng rãi, thu hút sự chú ý của dư luận của quốc tế. Vụ sát hại Rukhshana là một trong số những giết người vì danh dự, đối tượng là phụ nữ chạy trốn khỏi cuộc hôn nhân cưỡng bức hoặc phụ nữ bị cưỡng hiếp ở tỉnh Ghor vào giữa những năm 2010.

## Chủ đề
Các chủ đề do Rukhshana Media xuất bản bao gồm "sức khỏe sinh sản của phụ nữ, bạo lực gia đình và tình dục, phân biệt đối xử giới tính".  Trong cuộc tấn công của Taliban năm 2021, Rukhshana Media đã đưa tin về những nội dung rằng Taliban đã vi phạm quyền phụ nữ và những phụ nữ đã ly hôn còn độc thân có thể sẽ gặp nguy hiểm từ Taliban. Vào tháng 7 năm 2021, Rukhshana Media cùng với tạp chí Time và The Fuller Project đã đưa tin về việc trường học cấm "hàng nghìn" nữ sinh đi học ở các khu vực do Taliban chiếm đóng ở Afghanistan, và các giáo viên nữ tại các trường học bị đe dọa cùng với việc bị từ chối cho phép giảng dạy. Theo báo cáo, chỉ những trẻ em gái dưới 12 tuổi mới được phép đến trường, họ phải mặc niqāb hoặc burqas, và số giờ dạy Kinh Qur'an được tăng lên nhiều.
Rukhshana Media đã lên án nạn phân biệt về các vấn đề ảnh hưởng đến phụ nữ ở Afghanistan, từ việc cấm kinh nguyệt, tảo hôn, quấy rối đường phố và khó khăn kinh tế đến bạo lực và phân biệt đối xử giới tính.

## Phát triển
Vào ngày 15 tháng 8 năm 2021, tức ngày Kabul sụp đổ, Rukhshana Media đã công bố kế hoạch tung ra một phiên bản trang web tin tức của mình bằng tiếng Anh, bên cạnh các bài báo tiếng Dari hiện có.

## Rủi ro bảo mật
Trong cuộc tấn công của Taliban năm 2021, các nhà báo nữ của Rukhshana Media đã gặp rủi ro, do nguy cơ cao bị ám sát. Tạp chí Báo chí Columbia đã mô tả rủi ro đối với các nhà báo Afghanistan nói chung và các nhà báo nữ nói riêng là vẫn ở mức cao sau khi Kabul thất thủ vào tay lực lượng Taliban vào ngày 15 tháng 8 năm 2021.